# Exeter International Airport
Luchthaven Exeter (Engels: Exeter International Airport) (IATA: EXT, ICAO: EGTE) is een internationaal vliegveld bij de stad Exeter in Devon, Engeland.
Op 5 januari 2007 werd door de lokale overheid (Devon County Council) een meerderheid van de aandelen verkocht aan Regional and City Airports Ltd., een consortium rond bouwbedrijf Balfour Beatty. Exeter heeft een zogenaamde Public Use Aerodrome Licence, waardoor het zowel commerciële passagiersvluchten als lesvluchten mag afhandelen.
Meerdere luchtvaartmaatschappijen maken gebruik van de luchthaven. Met name vakantiecharters, zoals Thomson Airways, bieden vanaf Exeter in de zomer vluchten aan richting vakantiebestemmingen. Totdat Flybe failliet ging, was het de enige maatschappij die lijndiensten van en naar bestemmingen zowel binnen als buiten Groot-Brittannië aanbood vanuit Exeter.

## Geschiedenis
In 1939, aan het begin van de Tweede Wereldoorlog, werd het start- en landingsgebied uitgebreid, zodat er ongeveer 1000 meter beschikbaar was in de noord-zuidrichting en ongeveer 1500 meter oost-west. Gedurende de eerste maanden van de oorlog werden diverse stukken asfalt aangelegd aan de uiteinden van de banen en voor opstelplaatsen van toestellen.
In 1941 werden drie verharde banen aangelegd: baan 13/31 was 1305 meter lang, 08/26 was 1220 meter lang en 02/20 mat 810 meter. Startbaan 08/26 werd tijdens een algemene upgrade in 1942 verlengd tot 1800 meter. Andere uitbreidingen, zoals verharde opstelplaatsen en hangars, werden gedurende de hele oorlog bijgebouwd.
RAF Exeter was een belangrijk vliegveld voor de Royal Air Force Fighter Command tijdens de Slag om Engeland. De basis werd ook gebruikt door de United States Army Air Forces. Tijdens D-Day vertrokken paratroopers vanaf dit vliegveld om gedropt te worden boven Carentan.
Na de oorlog bleef het 691 Squadron de basis gebruiken tot medio 1946. De RAF bleef beperkt aanwezig op de basis tot in de jaren 50.
In 1952 startte een geregelde lijndienst naar de Kanaaleilanden en diverse charterbestemmingen. Begin jaren 80 werd een nieuwe terminal gebouwd en in de daaropvolgende jaren werden verschillende verbeteringen doorgevoerd, waaronder een verlenging van de startbaan. Deze werkzaamheden maakten het mogelijk dat Exeter een belangrijke luchthaven werd in de West Country: Zuidwest-Engeland.

## Faciliteiten
Exeter International Airport biedt vliegtuigen de volgende faciliteiten:

### Toestelafhandeling
- vracht: heftruck, hi-loader, dolly's
- brandstof: FuelA-1, Avgas100ll
- de-icing: beschikbaar
- hangar: zeer beperkt beschikbaar voor bezoekende toestellen

### Technische gegevens
De verharde start- en landingsbaan heeft een lengte van 2083 meter en is 46 meter breed. Deze afmetingen gelden voor beide richtingen. De baan 08 heeft een werkelijke koers van 76,11 graden en baan 26: 256,14. Vanwege geluidsoverlast is het gebruik van baan 08 's nachts aan aanvullende regels gebonden. Er zijn zes taxibanen waarvan vijf volledig bruikbaar zijn. Twee banen zijn 7,5 meter breed. Hoofdtaxibaan B is 23 meter breed.

## Gebruikers
De luchthaven wordt voornamelijk gebruikt voor commerciële vluchten van en naar Europa. Exeter is de hub van Flybe, die verschillende vluchten zowel binnen als buiten Groot-Brittannië uitvoert. Ook TUI Airways biedt vluchten aan, die voornamelijk naar het Middellandse Zeegebied en de Canarische Eilanden gaan. Er komen voornamelijk middelgrote vliegtuigen binnen. Het vliegveld wordt het hele jaar door gebruikt. Naast lijndiensten maken ook onderstaande partijen gebruik van het vliegveld.

### Capital Aviation
Op het vliegveld is het bedrijf Capitol Aviation gevestigd die met haar vloot van Turboprop-toestellen, zoals een Beech 200, privévluchten aanbiedt voor groepen tot maximaal 9 passagiers. Daarnaast verzorgt het bedrijf ook medisch transport, vracht- en postvluchten.

### Overige luchtvaart
Op het vliegveld zijn drie lesmaatschappijen gevestigd die opleidingen bieden voor een privépilootbrevet of voor verkeersvlieger. Het vliegveld wordt door veel privétoestellen gebruikt. De Hunter Flying Club heeft een eigen plekje aan de noordkant van het vliegveld gekregen. Deze club restaureert een aantal Hawker Hunter-toestellen om deze weer vliegend te krijgen.